# Ferdinand Heim
Ferdinand Heim foi um general da Alemanha na Segunda Guerra Mundial, que iniciou a sua carreira militar já na Primeira Guerra Mundial. Nasceu em Reutlingen em 27 de fevereiro de 1895, faleceu em Ulm em 14 de novembro de 1977.

## Biografia
Ferdinand Heim foi um oficial cadete em 1914 e após se tornou Leutnant num regimento de infantaria  no ano seguinte. Ele continuou a sua carreira militar no período de entre-guerras, conseguindo alcançar vários postos de staff.
Em setembro de 1939, ele se tornou um Oberst (patente obtida em 1 de agosto de 1939), e chief-of-staff do XVI Corpo de Exército Generalmajor em 1 de fevereiro de 1942, se tornou Generalleutnant em 1 de novembro daquele mesmo ano. Ele foi utilizado pelo OKH (15 de fevereiro de 1940) e após se tornou chief-of-staff do 6º Exército (3 de Setembro de 1940 até 15 de maio de 1942) e após esse período o comandante oficial da 14ª Divisão Panzer (1 de julho de 1942). Mais tarde ele se encontrava no comando do XXXXVIII Corpo Panzer (1 de novembro de 1942).
Ele deixou o Exército em agosto de 1943 e um ano mais tarde foi reativado (Agosto de 1944), quando comandou a fortaleza da Boulogne. Ele faleceu em 14 de novembro de 1977.

## Condecorações
Foi condecorado com a Cruz de Cavaleiro da Cruz de Ferro (30 de agosto de 1942) e a Cruz Germânica em Ouro (26 de janeiro de 1942).